# Omari Tetradze
Omari Michajlovitsj Tetradze (Russisch: Омари Михайлович Тетрадзе, Georgisch: ომარ თეთრაძე, Grieks: Ομάρι Τετράντζε) (Velispiri, 13 oktober 1969) is een Georgisch-Russisch voormalig voetballer van Griekse afkomst die speelde als rechtsachter. Na zijn spelerscarrière ging hij door als trainer.

## Clubcarrière
Tetradze timmerde tussen 1987 en 2005 aan een aardige loopbaan als profvoetballer. De allereerste accolade uit zijn loopbaan was het Georgisch landskampioenschap met Dinamo Tbilisi, dat hij in 1990 binnenhaalde. In 1995 won de flankverdediger de Russische Premjer-Liga met Spartak Alanja Vladikavkaz. Eerder kwam Tetradze uit voor de Russische topclub Dinamo Moskou, een van de grote clubs uit de hoofdstad. Van 1995 tot 1997 was hij actief bij de Italiaanse topclub AS Roma, maar een basisplaats heeft er nooit ingezeten voor de Georgiër. Hij speelde 15 competitiewedstrijden voor de Romeinen. Tetradze heeft ook zijn geluk beproefd in Griekenland, bij PAOK Saloniki. Daar won Tetradze als vaste waarde de Griekse voetbalbeker in 2001. Tetradze bolde uit bij Anzji Machatsjkala en Krylja Sovetov Samara in Rusland.
Tetradze, een kind van etnisch Griekse ouders, stopte in 2005 op 36-jarige leeftijd met profvoetbal. Daarna werd hij in Rusland en Kazachstan actief als trainer.

## Interlandcarrière
Omari Tetradze speelde vijf interlands voor de Sovjet-Unie en 40 interlands in het Russisch voetbalelftal, waarin hij doel trof tegen Tsjechië op 19 juni 1996. Dit was de laatste groepswedstrijd van Rusland op het Europees kampioenschap voetbal 1996 in Engeland. Rusland en Tsjechië deelden op spectaculaire wijze de punten. De wedstrijd eindigde namelijk 3–3. Tetradze was met zijn land uitgeschakeld, terwijl Tsjechië de finale zou verliezen tegen Duitsland.
EURO 1996 was niet het debuut van Tetradze op een groot landentoernooi. Zijn debuut maakte hij namelijk al op het WK 1994 in de Verenigde Staten. Echter kreeg de tot Rus genaturaliseerde Georgiër – na de ontbinding van de Sovjet-Unie in 1991 – pas op EURO 1996 erkenning voor zijn geleverde, aanvallende spel. Rusland en Tetradze werden op het WK 1994 al meteen uitgeschakeld na de groepsfase.

## Erelijst
| Competitie                 |                |                |                |                |
| Competitie                 | Aantal         | Jaren          |                |                |
| Dinamo Tbilisi             | Dinamo Tbilisi | Dinamo Tbilisi | Dinamo Tbilisi | Dinamo Tbilisi |
| -------------------------- | -------------- | -------------- | -------------- | -------------- |
| Erovnuli Liga              | 1x             | 1990           |                |                |
| Spartak Alanja Vladikavkaz |                |                |                |                |
| Premjer-Liga               | 1x             | 1995           |                |                |
| PAOK                       |                |                |                |                |
| Griekse voetbalbeker       | 1x             | 2001           |                |                |